# Claude Rémusat
Claude Rémusat (21. november 1896 i Paris – 8. april 1982 i Paris) var en fransk maler.
Født som barnebarn af fløjtenisten Jean Rémusat, der stod bag dannelsen af Shanghai Symfoniorkester, tilbragte Claude Rémusat en stor del af sin barndom i Kina, hvor hans far var højtstående tjenestemand i toldvæsenet.
Claude Rémusat var gift med Denise Rémion, illustrator for Éditions Desclée de Brouwer, med hvem han havde datteren Marie. Hun er mor til tv- og radiovært Julien Lepers.